# Triplophysa

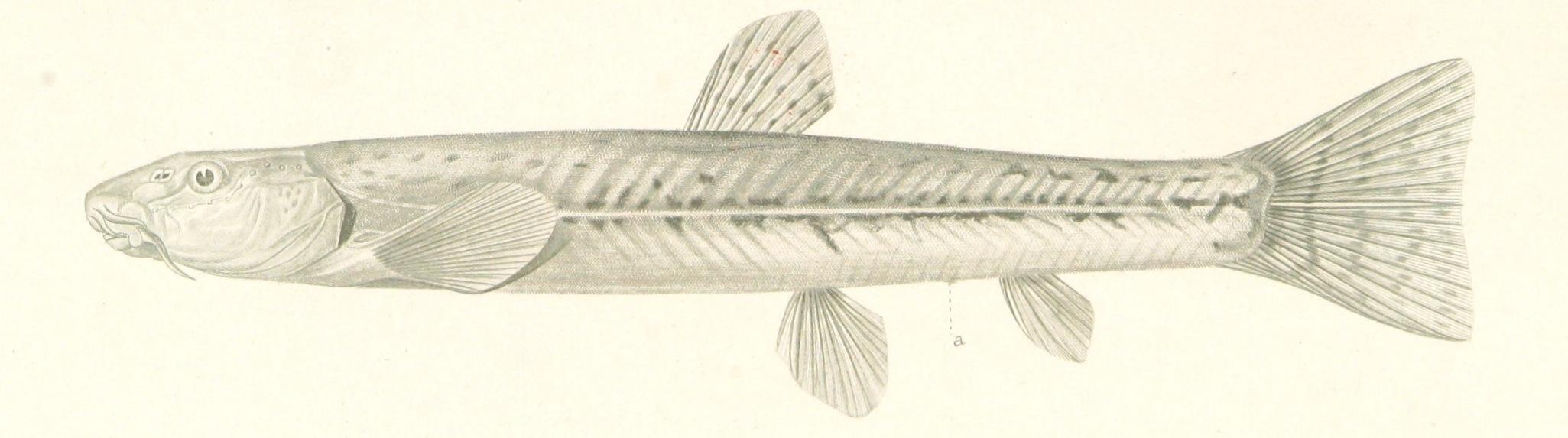
Triplophysa dalaica

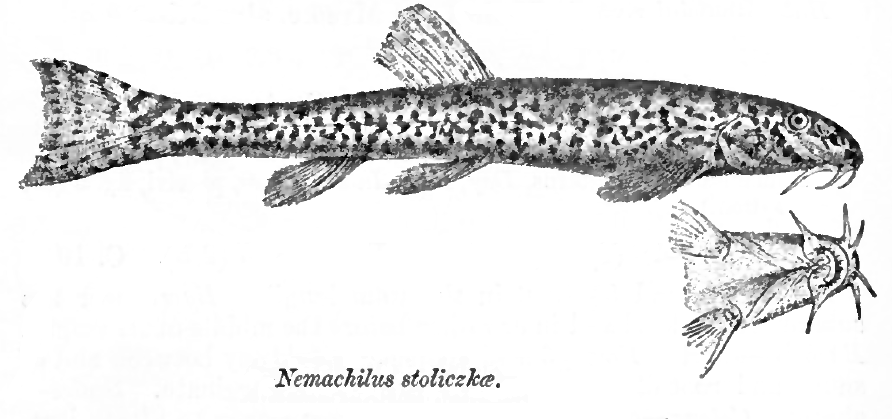
Triplophysa stolickai

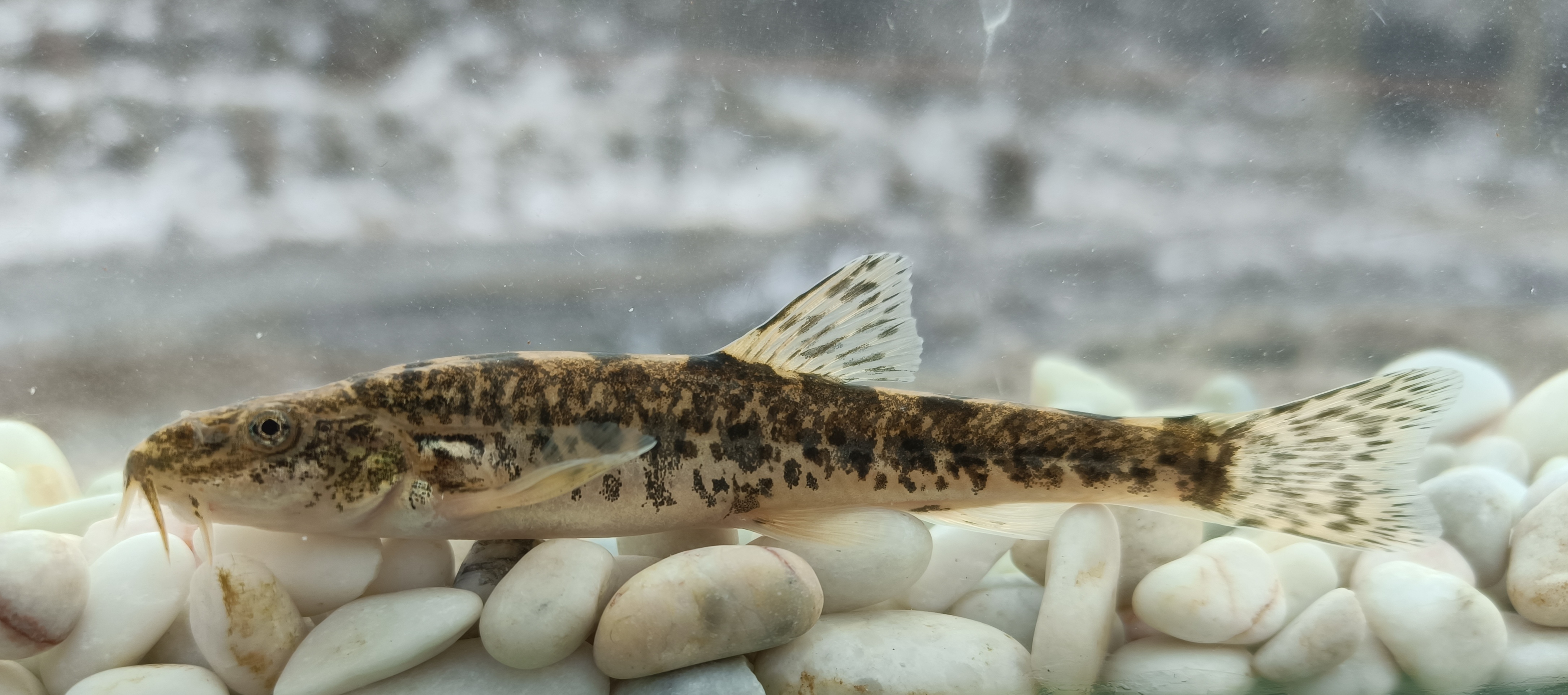
Triplophysa ferganaensis

Triplophysa là một chi thuộc họ Nemacheilidae, các loài thuộc chi này chủ yếu được tìm thấy ở trong và quanh cao nguyên Tây Tạng của Trung Quốc. Hiện tại, chi này có nhiều loài hỗn tạp với nhau. Một vài loài thì được xác định và được xem là chung với các phân giống: Hedinichthys, Indotriplophysa, Labiatophysa, Qinghaichthys và Tarimichthys. Dù nhà ngư học người Thụy Sĩ Maurice Kottelat và danh sách các loài cá xem chúng là một loài riêng biệt nhưng Wikipedia chiếu theo dữ liệu của Fishbase nên xem chúng là phân loài. Tên các loài được đặt bởi Maurice Kottelat được xem là tên khác của chúng.

## Sinh thái học
Trong chi này thì loài Triplophysa zhaoi được ghi nhận là sinh sống ở vùng nước thấp nhất của các loài cá châu Á: 50 m (160 ft) (thấp hơn mực nước biển) ở một đầm lầy của ốc đảo Lükqün, tại vùng trũng Turpan, Tân Cương. Triplophysa stolickai thì được ghi nhận là số ở vùng nước là 5200 m (17000 ft) (cao hơn mực nước biển), vị trí là tại hồ Longmu, phía tây Tây Tạng. Triplophysa dalaica thì lại được sử dụng làm mẫu vật để nghiên cứu về sự thích ứng khi giảm oxi-huyết. Và 13 gen tích cực được chọn lọc khác cũng được dành cho việc hưởng ứng sự giảm oxi-huyết đã được xác định. Ngoài ra thì có một số loài trong chi này thì sống trong hang động và không có mắt do nó đã bị tiêu biến.

## Loài
Hiện tại, ta đã xác định được 131 loài trong chi này:

- Triplophysa alexandrae Prokofiev, 2001
- Triplophysa aliensis (Y. F. Wu & S. Q. Zhu, 1979)
- Triplophysa alticeps (Herzenstein, 1888)
- Triplophysa altipinnis Prokofiev, 2003
- Triplophysa aluensis W. X. Li & Z. G. Zhu, 2000
- Triplophysa angeli (P. W. Fang, 1941)
- Triplophysa anshuiensis Wu, Wei, Lan, Du, 2018[7]
- Triplophysa anterodorsalis S. Q. Zhu & W. X. Cao, 1989
- Triplophysa aquaecaeruleae Prokofiev, 2001
- Triplophysa arnoldii Prokofiev, 2006
- Triplophysa bashanensis T. Q. Xu & K. F. Wang, 2009
- Triplophysa bellibarus (T. L. Tchang, T. H. Yueh & H. C. Hwang, 1963)
- Triplophysa bleekeri (Sauvage & Dabry de Thiersant, 1874)
- Triplophysa brachyptera (Herzenstein, 1888)
- Triplophysa brahui (Zugmayer, 1912)
- Triplophysa brevibarba R. H. Ding, 1993
- Triplophysa brevicauda (Herzenstein, 1888)
- Triplophysa cakaensis W. X. Cao & S. Q. Zhu, 1988
- Triplophysa chondrostoma (Herzenstein, 1888)
- Triplophysa choprai (Hora, 1934)
- Triplophysa coniptera (Turdakov, 1954)
- Triplophysa crassicauda (Herzenstein, 1888)
- Triplophysa crassilabris R. H. Ding, 1994
- Triplophysa cuneicephala (T. H. Shaw & T. L. Tchang, 1931)
- Triplophysa dalaica (Kessler, 1876)
- Triplophysa daochengensis Y. Y. Wu, Z. Y. Sun & Y. S. Guo, 2016 [8]
- Triplophysa daqiaoensis R. H. Ding, 1993
- Triplophysa daryoae Sheraliev, Kayumova & Peng, 2022
- Triplophysa dongganensis J. Yang, 2013 [9]
- Triplophysa dorsalis (Kessler, 1872) (Gray loach)
- Triplophysa dorsonotata (Kessler, 1879)
- Triplophysa eugeniae (Prokofiev, 2002)
- Triplophysa farwelli (Hora, 1935)
- Triplophysa fengshanensis J. H. Lan, 2013 [9]
- Triplophysa ferganaensis Sheraliev & Peng, 2021
- Triplophysa flavicorpus J. X. Yang, X. Y. Chen & J. H. Lan, 2004
- Triplophysa furva S. Q. Zhu, 1992
- Triplophysa fuxianensis J. X. Yang & X. L. Chu, 1990
- Triplophysa gejiuensis (X. L. Chu & Y. R. Chen, 1979)
- Triplophysa gerzeensis W. X. Cao & S. Q. Zhu, 1988
- Triplophysa gracilis (F. Day, 1877)
- Triplophysa grahami (Regan, 1906)
- Triplophysa griffithii (Günther, 1868)
- Triplophysa grummorum Prokofiev, 2010
- Triplophysa gundriseri Prokofiev, 2002
- Triplophysa herzensteini (Berg, 1909)
- Triplophysa hexiensis (T. Q. Zhao & X. T. Wang, 1988)
- Triplophysa heyangensis S. Q. Zhu, 1992
- Triplophysa hialmari Prokofiev, 2001
- Triplophysa hsutschouensis (Rendahl (de), 1933)
- Triplophysa huanglongensis Gao, 1992
- Triplophysa huanjiangensis J. Yang, T. J. Wu & J. H. Lan, 2011
- Triplophysa huapingensis L. P. Zheng, J. X. Yang & X. Y. Chen, 2012 [10]
- Triplophysa hutjertjuensis (Rendahl (de), 1933)
- Triplophysa incipiens (Herzenstein, 1888)
- Triplophysa intermedia (Kessler, 1876)
- Triplophysa jianchuanensis L. P. Zheng, L. N. Du, X. Y. Chen & J. X. Yang, 2010 (Jianchuan stone loach)
- Triplophysa jiarongensis Y. Lin, C. Li & J. K. Song, 2012 [11]
- Triplophysa kafirnigani (Turdakov, 1948)
- Triplophysa kashmirensis (Hora, 1922) [12]
- Triplophysa kaznakowi Prokofiev, 2004
- Triplophysa kullmanni Bănărescu, Nalbant & Ladiges, 1975
- Triplophysa kungessana (Kessler, 1879)
- Triplophysa labiata (Kessler, 1874) (Plain thick-lip loach)
- Triplophysa lacusnigri (L. S. Berg, 1928)
- Triplophysa lacustris J. X. Yang & X. L. Chu, 1990
- Triplophysa langpingensis J. Yang, 2013 [9]
- Triplophysa laterimaculata J. L. Li, N. F. Liu & J. X. Yang, 2007
- Triplophysa laticeps W. Zhou & G. H. Cui, 1997
- Triplophysa leptosoma (Herzenstein, 1888)
- Triplophysa lihuensis T. J. Wu, J. Yang & J. H. Lan, 2012 [13]
- Triplophysa lixianensis C. L. He, Z. B. Song & E. Zhang, 2008
- Triplophysa longianguis Y. F. Wu & C. Z. Wu, 1984
- Triplophysa longibarbata (Y. R. Chen, J. X. Yang, Sket & Aljančič, 1998)
- Triplophysa longipectoralis L. P. Zheng, L. N. Du, X. Y. Chen & J. X. Yang, 2009
- Triplophysa longliensis Q. Ren, J. X. Yang & X. Y. Chen, 2012 [14]
- Triplophysa macrocephala J. Yang, T. J. Wu & J. X. Yang, 2012 [15]
- Triplophysa macromaculata J. X. Yang, 1990
- Triplophysa macrophthalma S. Q. Zhu & Q. Z. Guo, 1985
- Triplophysa macropterus (Herzenstein, 1888)
- Triplophysa markehenensis (S. Q. Zhu & Y. F. Wu, 1981)
- Triplophysa marmorata (Heckel, 1838) [12]
- Triplophysa microphysa (P. W. Fang, 1935)
- Triplophysa microps (Steindachner, 1866)
- Triplophysa microphthalma (Kessler, 1879)
- Triplophysa minuta (Li, 1966)
- Triplophysa moquensis R. H. Ding, 1994
- Triplophysa nandanensis J. H. Lan, J. X. Yang & Y. R. Chen, 1995
- Triplophysa nasalis (Kessler, 1876) (incertae sedis but probably belongs in this genus)
- Triplophysa nanpanjiangensis (S. Q. Zhu & W. X. Cao, 1988)
- Triplophysa nasobarbatula D. Z. Wang & D. J. Li, 2001
- Triplophysa ninglangensis Y. F. Wu & C. Z. Wu, 1988
- Triplophysa nujiangensa X. Y. Chen, G. H. Cui & J. X. Yang, 2004
- Triplophysa obscura X. T. Wang, 1987
- Triplophysa obtusirostra Y. F. Wu & C. Z. Wu, 1988
- Triplophysa orientalis (Herzenstein, 1888)
- Triplophysa papillosolabiata (Kessler, 1879)
- Triplophysa pappenheimi (P. W. Fang, 1935)
- Triplophysa paradoxa (Turdakov, 1955)
- Triplophysa parvus Z. M. Chen, W. X. Li & J. X. Yang, 2009
- Triplophysa polyfasciata R. H. Ding, 1996
- Triplophysa pseudoscleroptera (S. Q. Zhu & Y. F. Wu, 1981)
- Triplophysa pseudostenura C. L. He, E. Zhang & Z. B. Song, 2012 [16]
- Triplophysa qilianensis W. J. Li, X. C. Chen & Y. P. Hu, 2015 [17]
- Triplophysa qiubeiensis W. X. Li & H. F. Yang, 2008
- Triplophysa robusta (Kessler, 1876)
- Triplophysa rosa X. Y. Chen & J. X. Yang, 2005
- Triplophysa rotundiventris (Y. F. Wu & Yuan Chen, 1979)
- Triplophysa scapanognatha Prokofiev, 2007
- Triplophysa scleroptera (Herzenstein, 1888)
- Triplophysa sellaefer (Nichols, 1925)
- Triplophysa sewerzowi (G. V. Nikolskii, 1938) (Severtsov’s loach)
- Triplophysa shaanxiensis J. X. Chen, 1987
- Triplophysa shilinensis Y. R. Chen & J. X. Yang, 1992
- Triplophysa shiyangensis (T. Q. Zhao & X. T. Wang, 1983)
- Triplophysa siluroides (Herzenstein, 1888)
- Triplophysa stenura (Herzenstein, 1888)
- Triplophysa stewarti (Hora, 1922)
- Triplophysa stolickai (Steindachner, 1866) (Tibetan stone loach)
- Triplophysa strauchii (Kessler, 1874) (Spotted thick-lip loach)
- Triplophysa tanggulaensis (S. Q. Zhu, 1982)
- Triplophysa tenuicauda (Steindachner, 1866)
- Triplophysa tenuis (F. Day, 1877)
- Triplophysa tianeensis X. Y. Chen, G. H. Cui & J. X. Yang, 2004
- Triplophysa tianxingensis H. F. Yang, W. X. Li & Z. M. Chen, 2016 [18]
- Triplophysa tibetana (Regan, 1905)
- Triplophysa turpanensis Y. F. Wu & C. Z. Wu, 1992
- Triplophysa ulacholica (V. P. Anikin, 1905) (Issyk-kul naked loach)
- Triplophysa uranoscopus (Kessler, 1872)
- Triplophysa venusta S. Q. Zhu & W. X. Cao, 1988
- Triplophysa waisihani L. Cao & E. Zhang, 2008
- Triplophysa wuweiensis (S. C. Li & S. Y. Chang, 1974)
- Triplophysa xiangshuingensis W. X. Li, 2004
- Triplophysa xiangxiensis (G. Y. Yang, F. X. Yuan & Y. M. Liao, 1986)
- Triplophysa xichouensis Liu, Pan, Yang & Chen, 2017[19]
- Triplophysa xichangensis S. Q. Zhu & W. X. Cao, 1989
- Triplophysa xingshanensis (G. R. Yang & C. X. Xie, 1983)
- Triplophysa xiqiensis R. H. Ding & Q. Lai, 1996
- Triplophysa yajiangensis S. L. Yan, Z. Y. Sun & Y. S. Guo, 2015 [20]
- Triplophysa yaopeizhii T. Q. Xu, C. G. Zhang & B. Cai, 1995
- Triplophysa yarkandensis (F. Day, 1877) (Kashgarian loach)
- Triplophysa yasinensis (Alcock, 1898)
- Triplophysa yunnanensis J. X. Yang, 1990
- Triplophysas zaidamensis (Kessler, 1874)
- Triplophysa zamegacephala (T. Q. Zhao, 1985)
- Triplophysa zhaoi Prokofiev, 2006
- Triplophysa zhenfengensis D. Z. Wang & D. J. Li, 2001